# Никола Аврамов (художник)
Вижте пояснителната страница за други личности с името Никола Аврамов.
Никола Василев Аврамов е български художник (натюрморт).

## Биография
Роден е на 21 май 1897 г. в Ямбол в семейството на Васил Аврамов (1863 – 1946) от Калофер и Цветана Кънчева от Габрово. През 1921 завършва живопис в Художественото индустриално училище – София при проф. Иван Мърквичка. В периода 1924 – 1934 е художник в Народния музей, София. През 1944 г. работи в екипа на Карл Йорданов по реставрацията на Боянската църква. Почива на 15 юни 1945 г. в София.

## Творчество
Рисува натюрморти, предимно плодове. В някои от произведенията му се чувстват натуралистични влияния.
От 1924 г. участва в общите художествени изложби, организирани от Съюза на дружествата на художниците в България, урежда две самостоятелни изложби в София.
Негови творби са притежание на Националната художествена галерия, Софийската градска художествена галерия, художествените галерии във Варна и Самоков. Голяма част от творбите му се намират в чужбина и частни сбирки.
| „             | „Никола Аврамов е един художник, останал в историята на българското изкуство като майстор на натюрморта, изпълнен с материална обективност и чувствителност към материята, към материите и материалите, и с умението да ги овладява.“ | “ |
| Ружа Маринска | |   |

## Семейство
Женен за Мария Миланова Щъркелова, племенница на „превъзходния“ Константин Щъркелов. Има три деца: проф. Васил Метев, цигуларя Лальо Аврамов и пианистката Цветана Аврамова (р. 1938) по мъж Цветкова.

## Галерия
- Картини от Никола Аврамов. Източник: ДА „Архиви“